# Dendropsophus reticulatus
Dendropsophus reticulatus o ranita reticulada es una especie de anfibio de la familia Hylidae. Se ha observado entre 40 y 1037 metros sobre el nivel del mar. Habita en Colombia, Bolivia, Ecuador, Bolivia y Perú.
La rana adulto macho mide entre 2.0 y 2.9 cm de largo y la hembra, de 2.8 a 4.0 cm. Los machos cantan para las hembras cerca de piscinas de agua temporales y permanentes. Las hembras ponen huevos todo el año en hojas situadas unos 30 cm sobre el agua. Al eclosionar los huevos, los renacuajos caen al agua.